# Escolives-Sainte-Camille
Escolives-Sainte-Camille település Franciaországban, Yonne megyében. Lakosainak száma 714 fő (2022. január 1.). Escolives-Sainte-Camille Auxerre, Vincelles, Champs-sur-Yonne, Coulanges-la-Vineuse, Jussy, Saint-Bris-le-Vineux és Vincelottes községekkel határos.

## Népesség
A település népességének változása:
| Lakosok száma | 722  | 717  | 702  | 695  | 699  | 709  | 709  | 714  |
|               | 2013 | 2015 | 2017 | 2018 | 2019 | 2020 | 2021 | 2022 |